# Martin Chlumecký
Martin Chlumecký (11 gennaio 1997) è un calciatore ceco, difensore del Kisvárda.

## Carriera

### Club
Cresciuto calcisticamente nelle giovanili del Slovan Liberec, debutta fra i professionisti nel 2017 con la maglia del Varnsdorf in seconda divisione. Al termine del prestito, viene ceduto a titolo definitivo al Dukla Praga in massima serie. Debutta in 1. liga il 20 luglio 2018, giocando l'incontro perso per 1-3 contro il Viktoria Plzeň. Il 15 gennaio 2019 passa in prestito al Vysočina Jihlava, in seconda divisione, fino al termine della stagione. Rientrato dal prestito, gioca per altre due stagioni con il Dukla Praga in seconda divisione, prima di essere acquistato nell'estate dal 2021 dal Teplice, in massima serie. Il 21 novembre dello stesso anno, realizza anche la sua prima rete nella massima divisione ceca, nella sconfitta per 1-2 contro il Pardubice, realizzando il gol della bandiera della sua squadra. Il 4 gennaio 2022 si trasferisce al Baník Ostrava, sempre in massima serie.

### Nazionale
Ha rappresentato le nazionali giovanili ceche.

## Statistiche

### Presenze e reti nei club
Statistiche aggiornate al 20 luglio 2022.
| Stagione           | Squadra            | Campionato         | Campionato | Campionato | Coppe nazionali | Coppe nazionali | Coppe nazionali | Coppe continentali | Coppe continentali | Coppe continentali | Altre coppe | Altre coppe | Altre coppe | Totale | Totale |
| Stagione           | Squadra            | Comp               | Pres       | Reti       | Comp            | Pres            | Reti            | Comp               | Pres               | Reti               | Comp        | Pres        | Reti        | Pres   | Reti   |
| ------------------ | ------------------ | ------------------ | ---------- | ---------- | --------------- | --------------- | --------------- | ------------------ | ------------------ | ------------------ | ----------- | ----------- | ----------- | ------ | ------ |
| 2017-2018          | Varnsdorf          | FNL                | 27         | 1          | CRC             | 2               | 0               |                    | -                  | -                  |             | -           | -           | 29     | 1      |
| 2018-gen. 2019     | Dukla Praga        | 1L                 | 11         | 0          | CRC             | 3               | 0               |                    | -                  | -                  |             | -           | -           | 14     | 0      |
| gen.-giu. 2019     | Vysočina Jihlava   | FNL                | 13+2       | 0          | CRC             | -               | -               |                    | -                  | -                  |             | -           | -           | 15     | 0      |
| 2019-2020          | Dukla Praga        | FNL                | 27         | 1          | CRC             | 2               | 1               |                    | -                  | -                  |             | -           | -           | 29     | 2      |
| 2020-2021          | Dukla Praga        | FNL                | 21         | 1          | CRC             | 2               | 0               |                    | -                  | -                  |             | -           | -           | 23     | 1      |
| Totale Dukla Praga | Totale Dukla Praga | Totale Dukla Praga | 59         | 2          |                 | 7               | 1               |                    | -                  | -                  |             | -           | -           | 66     | 3      |
| 2021-gen. 2022     | Teplice            | 1L                 | 16         | 1          | CRC             | 2               | 0               |                    | -                  | -                  |             | -           | -           | 18     | 1      |
| gen.-giu. 2022     | Baník Ostrava      | 1L                 | 4+3        | 0          | CRC             | -               | -               |                    | -                  | -                  |             | -           | -           | 7      | 0      |
| Totale carriera    | Totale carriera    | Totale carriera    | 124        | 4          |                 | 11              | 1               |                    | -                  | -                  |             | -           | -           | 135    | 5      |

## Palmarès

### Club

#### Competizioni nazionali
- Nemzeti Bajnokság II: 1

Kisvárda: 2024-2025